# Ford FT-B
Der Ford FT-B (auch Ford Tf-c oder Model 1920) war der erste, in Serie gefertigte polnische Panzerwagen aus der Zeit des Polnisch-Sowjetischen Krieges.

## Entwicklung

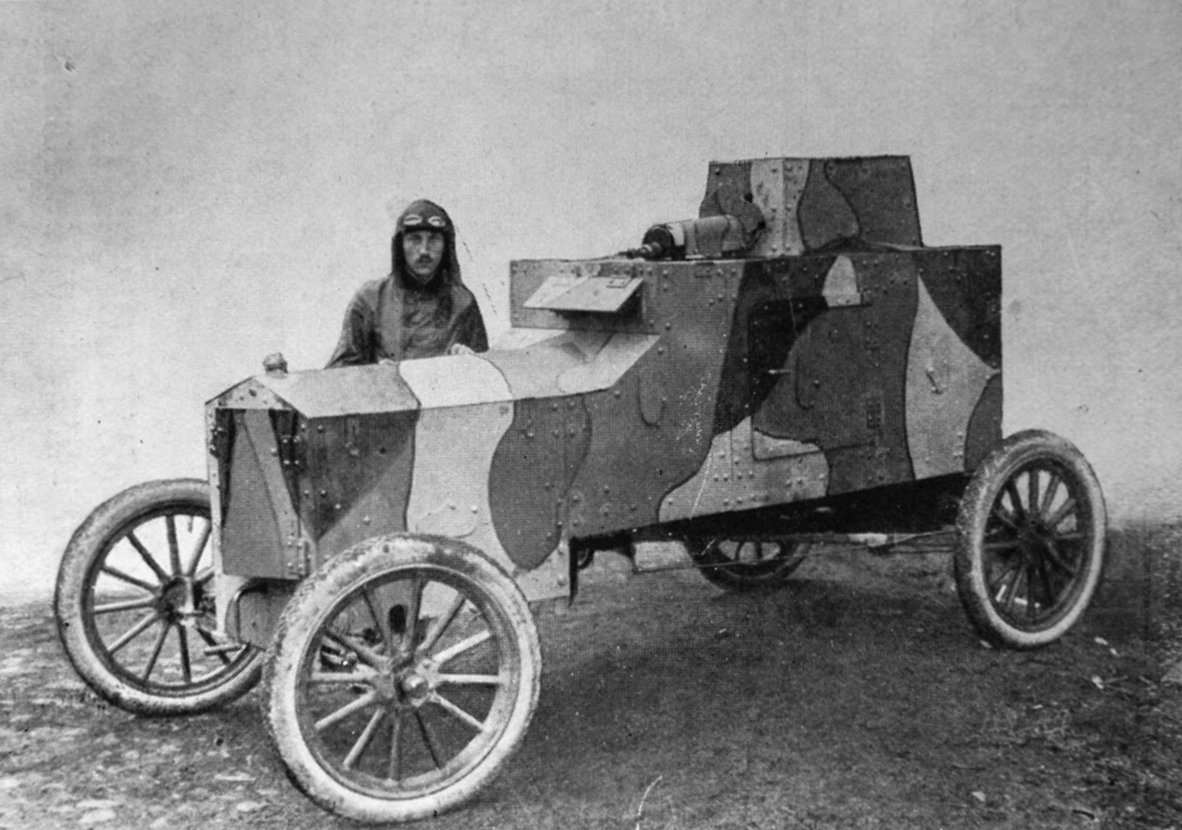
Tadeusz Tanski an dem von ihm konstruierten Panzerwagen Ford FT-B

In den Jahren 1919 und 1920 verfügte die polnischen Armee über 120 leichte Panzer vom Typ Renault FT. Zu dieser Zeit war das die viertgrößte gepanzerte Streitmacht der Welt. Jedoch verfügte man über wenig eigene, schnelle Panzerwagen. Die einzigen brauchbaren, wurden während des Polnisch-Sowjetischen Krieges erbeutet. Bei der Verteidigung von Städten wurden damals meist improvisierte und selbstgebaut Panzerwagen eingesetzt.
Im Sommer 1920 wurde die Lage der polnischen Armee an der Front zunehmend schwieriger. Der Mangel an gepanzerten Fahrzeugen wurde noch immer nicht behoben und ein Kauf im Ausland war Unmöglich. Den Ernst der Lage erkennend schuf der Ingenieur Tadeusz Tański auf eigene Initiative hin ein Projekt zum Bau eines gepanzerten Fahrzeugs. Tański, ein ziviler Angestellter der Kraftfahrzeugabteilung des Ministeriums für militärische Angelegenheiten (polnisch: Sekcji Samochodowej Ministerstwa Spraw Wojskowych), nutzte dafür das Fahrgestell des damals sehr beliebten und verbreiteten Ford Modell T. Das Fahrgestell wurde dahingehend modifiziert, dass die Hinterachse und die Lenkstangen verstärkt wurden. Das Lenkrad wurde stärker geneigt und die Position des Kraftstofftanks wurde verändert. Weiterhin wurde die Startkurbel des Motors verlängert und das Armaturenbrett verändert.
Den Entwurf zum Panzerwagen legte Tański am 12. Juni 1920 dem stellvertretenden Militärminister, General Emil Gołogórski, vor. Dieser genehmigte den Entwurf sofort und es begannen die Arbeiten. Innerhalb von zwei Wochen war der erste Prototyp bereits fertiggestellt und konnte für weitere Tests genutzt werden.

## Produktion
Ab Juni 1920 wurde der Ford FT-B in einer Kleinserie von sechzehn Panzerwagen produziert. Die Produktion fand in unter der Leitung von Tański in der Werkzeugmaschinenfabrik Gerlach und Pulst SA (polnisch: fabryce obrabiarek „Gerlach i Pulst” SA) in Wola bei Warschau statt.

## Einsatz
Der ursprüngliche Plan zur Nutzung des Ford FT-B war es, eine geschlossene Einheit zu bilden. Diese sollte nur aus diesen Fahrzeugen bestehen und operieren. Die Situation während des Krieges bei der Schlacht um Warschau führte jedoch zu einem anderen Vorgehen. Hierbei wurden einzelne fertiggestellte Fahrzeug direkt an die Front geschickt und in verschiedenen Einheiten und Abteilungen eingesetzt. Erst zu einem späteren Zeitpunkt wurden die Fahrzeuge in einer eigenen Einheit zusammengefasst. Hierbei wurde die 1. Kolonne von leichten gepanzerten Fahrzeugen (polnisch: 1 kolumnę lekkich samochodów pancernych.) aufgestellt.
Den Krieg überstanden zwölf Ford FT-B Panzerwagen. Diese dienten in der 3. Panzerwagendivision (polnisch: 3 dywizjonie samochodów pancernych) in Warschau. Im Herbst 1925 wurden die Fahrzeuge auf die neu gebildeten Panzerwagenstaffeln verteilt. Ein Fahrzeug mit dem Kennzeichen 5021 kam zur 2. Panzerwagenstaffel (polnisch: 2 Szwadron Samochodów Pancernych) in Warschau. Sechs weitere Panzerwagen wurden bei der 1. Panzerwagenstaffel (polnisch: 1 Szwadron Samochodów Pancernych) eingesetzt.
Zwischen 1927 und 1928 wurden die Ford FT-B Panzerwagen nach und nach aus dem Dienst genommen. 1931 war nur noch ein Wagen mit dem oben erwähnten Kennzeichen 5021 gelistet.

## Technische Daten

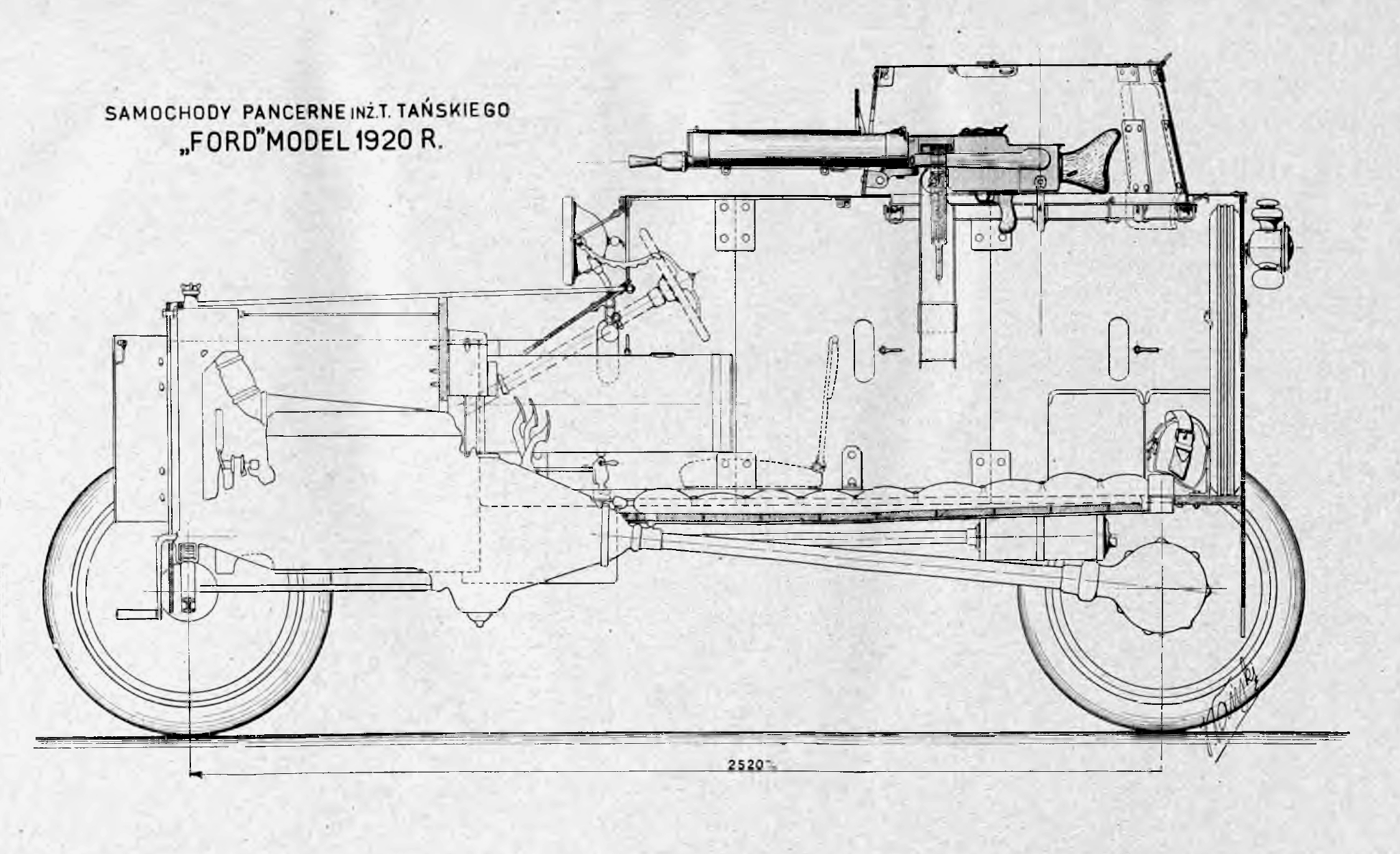
Planzeichnung des Panzerwagen Ford FT-B.

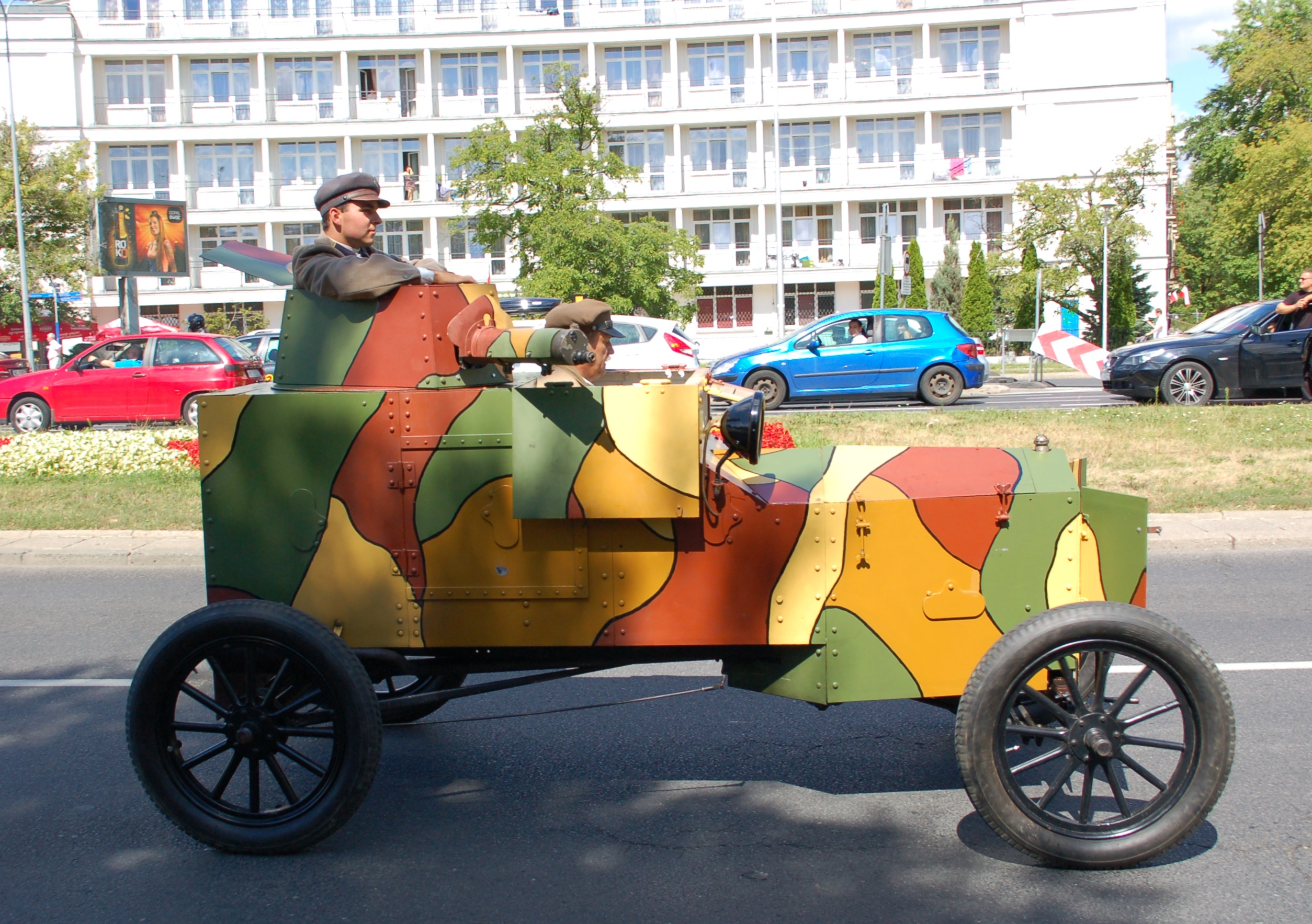
Nachbau des Panzerwagen Ford FT-B.

Die Bewaffnung des Panzerwagen bestand aus einem 7,92 mm Maschinengewehr vom Typ MG 08/15 oder aus einem 7,92 mm Maschinengewehr Typ wz. 05/S. Diese Bewaffnung wurde in einen fünfeckigen Turm, welcher vorne spitz zulief, untergebracht. Dabei wurden im Fahrzeug bis zu 1250 Patronen und 25 Handgranaten mitgeführt. Die Panzerung bestand aus vertikalen, deutschen Grabenschilden mit einer stärke von 8 mm an den Seiten und 3 mm auf dem Dach. Die Unterseite besaß keine Panzerung und bestand nur aus Holz und machte ihn anfällig für Granaten oder Brände durch das erhitzte Auspuffrohr. Der Kühler war durch eine gepanzerte Tür geschützt.
Um das Fahrzeug antreiben zu können, wurde ein wassergekühlter 4-Zylinder Ford Motor mit 22,9 PS und 2900 cm³ verbaut. Dieser erlaubte es auch minderwertigen Kraftstoff und Öl zu verwenden, jedoch überhitzte der Motor sehr schnell bei langen Fahrten. Um die Kraft auf die Straße zu bringen wurde ein Getriebe verbaut, welches zwei Vorwärtsgänge und einen Rückwärtsgang besaß. Die Aufhängung war auf halbelliptischen Querfedern aufgehängt. Die Hinterachse war eine starre und gleichzeitig auch die angetriebene Achse. Diese und die Vorderachse wurden noch einmal verstärkt, um das hohe Gewicht der Panzerung tragen zu können. Die Räder waren Holzräder mit einem Durchmesser von 30×3,5 und waren mit einer Anti-Seize-Mischung gefüllt. Ein Reserverad wurde an der Rückwand des Fahrzeugs angebracht.
Das Fahrzeug war im Gelände leicht zu tarnen, da es eine sehr geringe Größe hatte. Negativ war dadurch jedoch der beengte Raum im Fahrzeug. Die Besatzung bestand aus zwei Mann. Dem Fahrer und dem Kommandanten, welcher zeitgleich der Richtschütze war. Den Zugang zum Fahrzeug ermöglichten auf jeder Seite eine nach hinten öffnende Luke oder über eine kleine Luke auf dem Turm. Jedoch war der Einsatz im Fahrzeug nicht einfach. Durch die Enge musste der Fahrer in gebückter Haltung fahren. Da auch der Turm recht schmal war, hatte der Richtschütze große Probleme beim Zielen. Darum wurden hier bevorzugt kleinwüchsige Personen eingesetzt.
Durch das bekannte und weit verbreitete Fahrgestell des Ford Modell-T war die Wartung und Reparatur sehr einfach. Da das Fahrgestell trotz des Aufbaus sehr leicht war, konnte der Panzerwagen selbst schlechte Brücken überqueren. Auch schweres Gelände konnte schnell und leicht überwunden werden. Der Motor sehr leise und somit war das Fahrzeug, trotz einiger technischer Mängel wie Verölung der Zündkerzen oder dem geringen Platz, hervorragend für schnelle Einsätze oder Aufklärung geeignet.

## Namensgebung
Die genaue Bezeichnung des Fahrzeuge ist nicht geklärt. In zeitgenössischen Veröffentlichungen wird der Panzerwagen als Ford FT-B oder Ford Tf-c bezeichnet. In militärischen Dokumenten wurde er jedoch allgemein als Ford-Panzerwagen bezeichnet. In der Vorkriegsliteratur kommt wiederum die Bezeichnung Ford FT-B oder Ford Modell 1920 seltener vor. In einer Zeichnung wird der Panzerwagen als Typ B.Ford angegeben. Diese Bezeichnung kommt vermutlich vom Konstrukteur was eine mögliche Erklärung für die Bezeichnung Ford FT-B sein kann (F=Ford, T=Typ: Ford Typ B).